# Tianranxiu
Tianranxiu, verkligt namn Gao, andra hälften av 1200-talet, var en kinesisk skådespelare (yueji) inom zaju-teatern.
Hon var dotter till en befälhavares piga, Liu. Hon beskrivs som vacker och elegant och betraktades som en nationalklenod. Hon ansågs av samtida kritiker vara främst i tolkningen av den romantiska hjältinnerollen, och berömdes även för sin realism i roller som förförisk kvinna och kvinnliga medlemmar av kejsarhuset. Efter två kortvariga äktenskap registrerade hon sig formellt hos den offentliga musikbyrån, vilket ansågs vara en skam under denna tid. Som artist var hon respekterad och räknade Bai Pu och Li Gaizhi bland sina beundrare. Hennes dotter och namne blev även hon en skådespelare.